# Mahmud al-Muntasir
Mahmud al-Muntasir (Trípoli, 8 de agosto de 1903 — Trípoli, 28 de Setembro de 1970) foi um político líbio.
Ocupou o cargo de primeiro-ministro da Líbia entre Dezembro de 1951 a Fevereiro de 1954 e Janeiro de 1964 a Março de 1965.